# NGC 4132
NGC 4132 é uma galáxia espiral (Sa) localizada na direcção da constelação de Coma Berenices. Possui uma declinação de +29° 15' 01" e uma ascensão recta de 12 horas, 09 minutos e 01,5 segundos.
A galáxia NGC 4132 foi descoberta em 11 de Abril de 1785 por William Herschel.